# Veselíčko (přírodní památka)
Přírodní památka Veselíčko se nachází v prostoru zámku v jihozápadní části obce Veselíčko pod Zámeckým kopcem. Předmětem ochrany je biotop netopýra velkého (Myotis myotis). Přírodní památka je zároveň evropsky významnou lokalitou. Dlouhodobým cílem péče je zachovat existenci letní kolonie netopýra velkého, počet netopýrů tohoto druhu se zde odhaduje na 210 až 420.